# Syndicate Bank
Syndicate Bank est une banque dont le siège social est situé à Manipal en Inde. Elle est créée en 1925. Elle est détenue par l'état indien depuis sa nationalisation en 1969.

## Histoire
En août 2019, le gouvernement indien annonce la fusion de Canara Bank et de Syndicate Bank, créant un nouvel ensemble avec environ 10 500 agences bancaires et près de 90 000 employés. La fusion prend effet en avril 2020.